# Gracious! (альбом)
Gracious! — дебютный студийный альбом группы Gracious, выпущенный в 1970 году.
Альбом выдержан в стиле раннего британского прога 70-х годов.
В композициях «Heaven» и «Dream» Мартин Киткэт играет на меллотроне. В композициях «Introduction» и «Fugue in 'D' minor» использован такой экзотичный для рок-музыки инструмент, как клавесин. На завершающей альбом 17-минутной песне «The Dream», в начале звучит небольшой отрывок лунной сонаты Бетховена.
Пол Коллинз с сайта Allmusic называет «Introduction» одним из самых сильных треков альбома и отмечает отличное использование синтезатора Муга и клавесина. Вторая сторона пластинки, по его мнению несколько слабее. Подводя итог Коллинз говорит, что это достойный дебют и ставит 3 звезды из 5.

## Список композиций
Все композиции написаны Полом Дэвисом и Мартином Киткэтом.
| №                   | Название            | Длительность |
| ------------------- | ------------------- | ------------ |
| 1.                  | «Introduction»      | 5:53         |
| 2.                  | «Heaven»            | 8:09         |
| 3.                  | «Hell»              | 8:33         |
| 4.                  | «Fugue in D minor»  | 5:05         |
| 5.                  | «The Dream»         | 16:58        |
| Общая длительность: | Общая длительность: | 44:38        |

| №                   | Название              | Длительность |
| ------------------- | --------------------- | ------------ |
| 6.                  | «Beautiful»           | 2:50         |
| 7.                  | «What A Lovely Rain»  | 2:49         |
| 8.                  | «Once On A Windy Day» | 4:04         |
| Общая длительность: | Общая длительность:   | 54:21        |

## Участники записи
Gracious
- Пол Дэвис — вокал, 12-струнная гитара, литавры;
- Алан Коудерой — гитара, бэк-вокал;
- Мартин Киткэт — клавишные, бэк-вокал;
- Роберт Липсон — ударные;
- Тим Уитли — бас-гитара, бэк-вокал.

Производство
- Хью Мерфи — продюсирование
- Роджер Уэйк — звукоинженер

Оформление
- Teenburger Designs — дизайн обложки
- Сэм Соудон — фотографии